# Войтенко, Фёдор Ильич
Фёдор Ильич Войтенко (рус. дореф. Федоръ Ильичъ Войтенко, 6 (18) марта 1827, Киев — 11 (23) августа 1876, Киев) — купец III гильдии, киевский городской голова в 1863—1871 годах, потомственный почетный гражданин Киева.

## Биография
Происходил из киевской купеческой семьи. Его отец, Илья Александрович (1798—1870), был бургомистром Киевского магистрата, гласным первой городской думы (1835—1838). В 1860—1863 годах Фёдор Войтенко также занимал должность бургомистра.
26 апреля 1863 года в Киеве состоялись выборы кандидатов на должность городского головы. За купца III гильдии Фёдора Войтенко было подано больше всего голосов — 119, но генерал-губернатор Николай Анненков не утвердил итогов голосования, потому что из нужных 713 избирателей в голосовании принял участие лишь 181 человек. На повторном голосовании 28 июня Фёдор Войтенко также победил и был утвержден городским головой. На этих выборах купцов, мещан и домовладельцев было до 600 человек.
На следующих выборах, состоявшихся 31 мая 1866 года, Войтенко снова выбрали на должность городского головы, однако в результате нарушений на выборах, он снова не был утвержден. На перевыборах, назначенных на 15 сентября, Войтенко получил 278 голосов, и был снова утвержден городским головой. В третий раз Фёдор Войтенко занял должность городского головы после выборов 1869 года, хотя получил тогда только третий результат, но его соперники отказались от должности.
В 1870 году в Киеве было введено новое Городовое положение, которым был изменен порядок выборов городского головы и городской думы, а также их функции. Новым головой в январе 1871 года был избран Павел Демидов. На выборах 1871 и 1875 годов Фёдора Войтенко выбирали гласным городской думы и выдвигали кандидатом на должность городского головы.
Войтенко владел недвижимостью на Подоле. В 1867 году на углу Набережно-Крещатицкой и Ярославской улиц Войтенко открыл собственные бани в доме, построенном по проекту архитектора Ромуальда Тустановского. Это был довольно большое заведение с мужским и женским отделениями, номерами и еврейской баней.
Умер 11 августа 1876 года в Киеве. После смерти у него осталось семеро детей, среди которых четверо малолетних: Иван (13 лет), Федор (10 лет), Ольга (8 лет) и Анна (4 года). Городская дума назначила им денежную помощь в сумме 700 рублей ежегодно до окончания учебных заведений.